# Vellozia spiralis
Vellozia spiralis är en enhjärtbladig växtart som beskrevs av Lyman Bradford Smith. Vellozia spiralis ingår i släktet Vellozia och familjen Velloziaceae. Inga underarter finns listade.